# Shari Albert
Pour les articles homonymes, voir Albert.
Shari Albert (née le 9 juillet 1971 à Philadelphie), est une actrice américaine.

## Filmographie
- 1995 : Les Frères McMullen (The Brothers McMullen) d'Edward Burns : Susan
- 1998 : Quitte ou double (No Looking Back) d'Edward Burns : Girl in Bar #3
- 1998 : Ménage à quatre (Why Do Fools Fall in Love) : Morris' Secretary
- 1999 : Time of Her Time : Natalie
- 2000 : Drop Back Ten : Nurse
- 2001 : The 3 Little Wolfs : Beth Klein
- 2004 : Looking for Kitty (en) d'Edward Burns : Neurotic woman
- 2006 : The Groomsmen (en) d'Edward Burns : Tina Howard
- 2010 : Violet Tendencies : Ashley
- 2010 : A Little Help : Rhonda
- 2013 : Grand Theft Auto V : Sergeant Vasquez